# بوصنطور

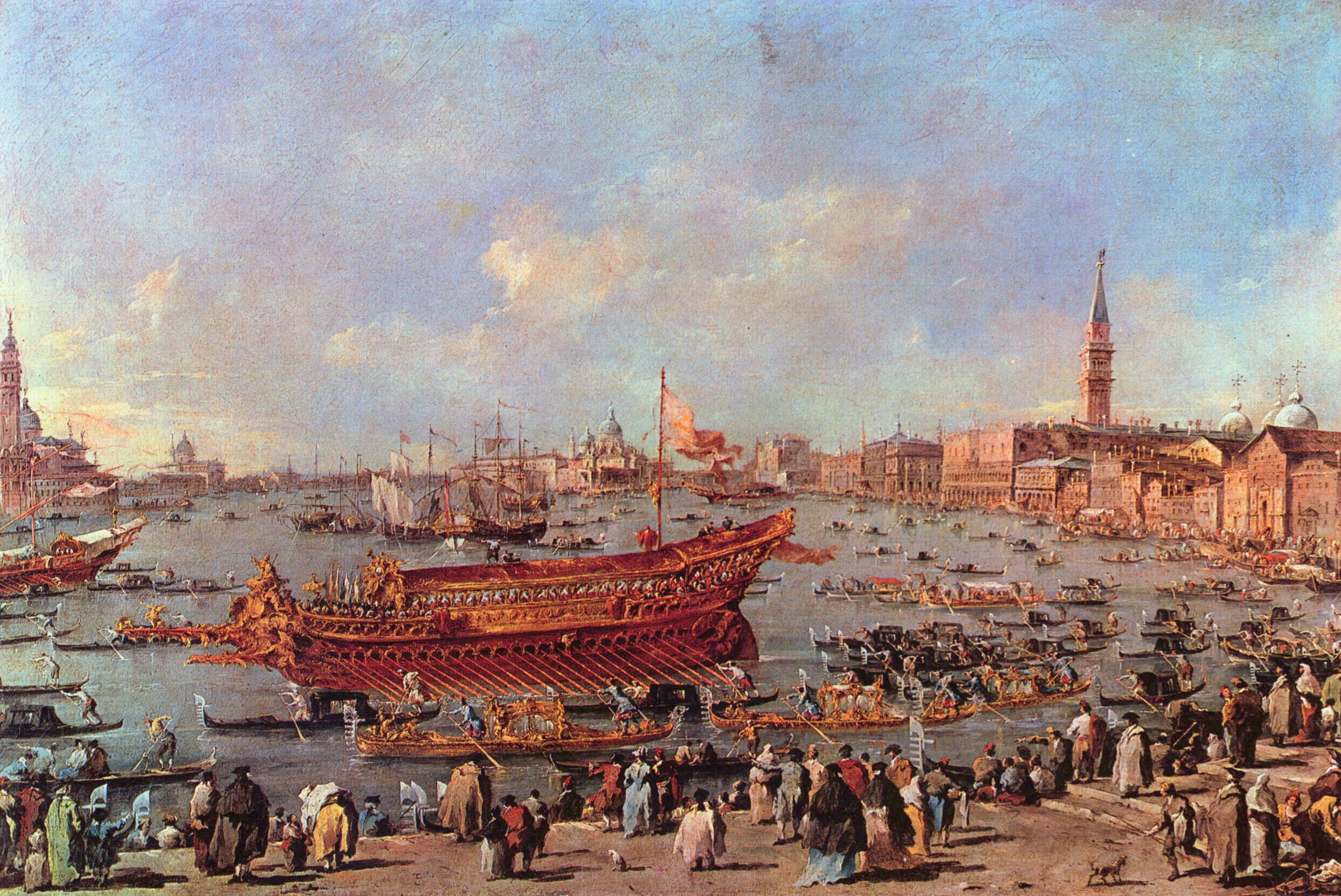
لوحة "الدوق على بُوصَنطُور قرب نهر القديسة هيلانة" (حوالي 1766-70) للفنان فرانتشاسكو گواردي

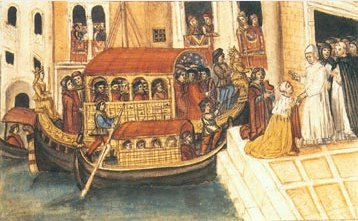

البُوصَنطُور كان اسم قادس الدولة لدوقات البندقية. كان يستعمل سنويا كل عيد صعود حتى 1798 ليجلب الدوق إلى بحر البنادقة لأداء طقس "زواج البحر"—حفلة تزوج البِنِدُقية بالبحر رمزيا خلال عيد فيستا دالا سينسا. 
يظن العلماء أن البُوصَنطُور تجسد كأربع فلائك طيلة مدة استخدامه: الأولى منها بنيت عام 1311، الأخيرة وأكثرها فخامة انطلقت على رحلتها الأولى عام 1729 إبان حكم الدوق ألفيس الثالث سيباستيانو موسينيغو. ظاهرا في لوحات لجوفاني أنطونيو كانال وفرانتشاسكو غواردي، الفلوكة بلغ طولها

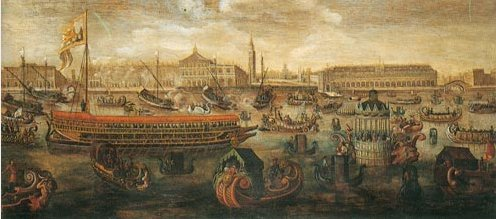
لوحة Trionfo sul Bucintoro in Bacino San Marco di Morosina Morosini Grimani (دخول موروسينا موروسيني گريماني المنتصر على متن البقنطور في حوض سان ماركو، القرن السابع عشر) للفنان سباستيان فرانكس (Sebastian Vrancx)

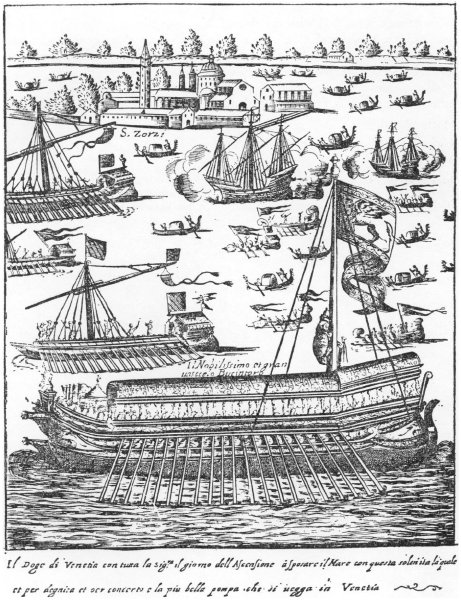

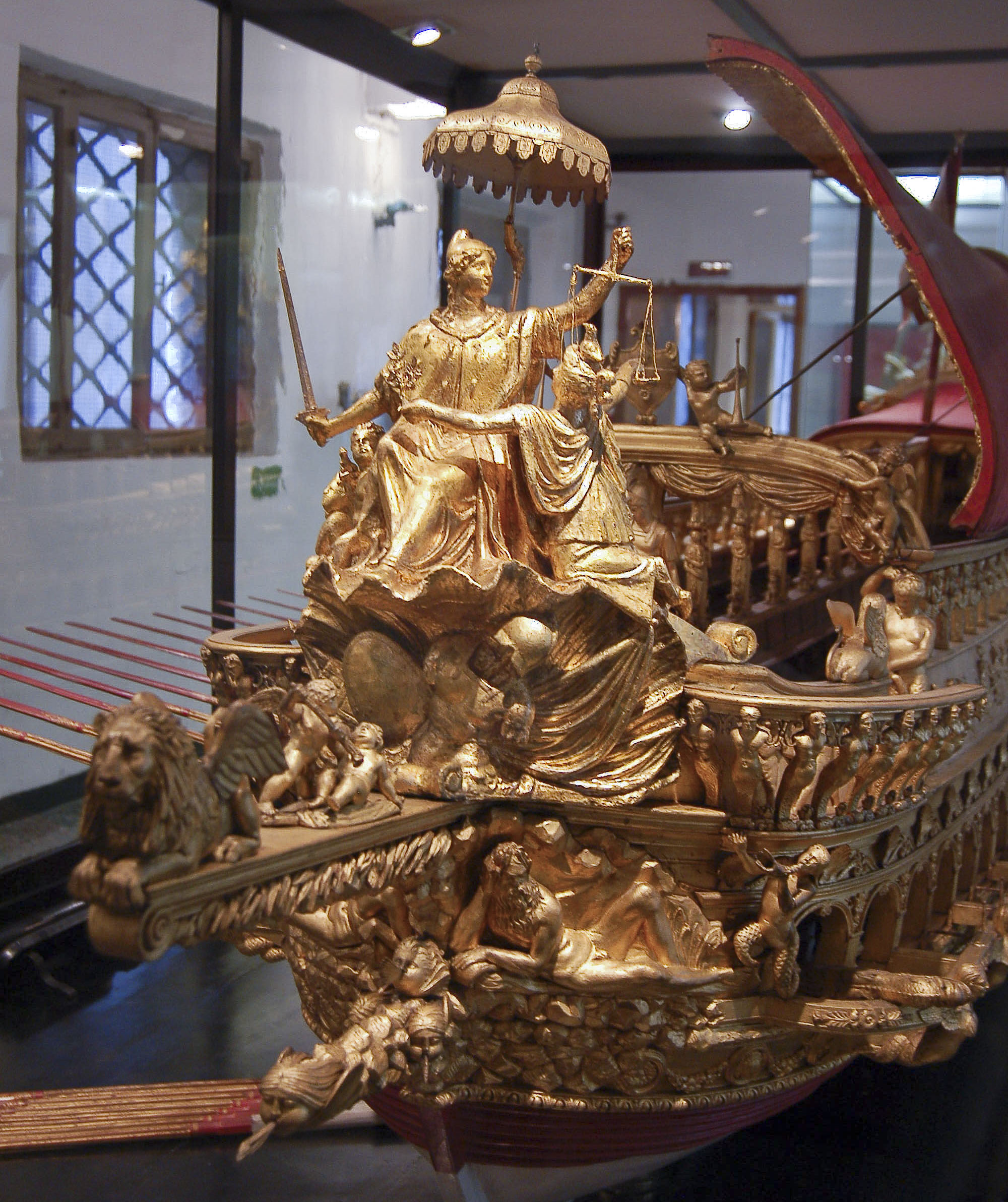
نموذج لأيقونة رأس البُوصَنطُور في متحف التاريخ البحري في البندقية

35 متر (115 قدم) و بلغ ارتفاعها أكثر من 8 متر (26 قدم). اتسعت صالتها لتسعين شخصا، وكانت قصرا عائما ذا طبقين. دفع الفلوكة 168 مجذفين وكان يلزم 40 بحارة إضافيين لطقمها. أمر نابليون الأول بتدمير البُوصَنطُور عام 1798 رمزا إلى نصرته في فتح البندقية.

## عرف زواج البحر

زواج البحر (بالإيطالية: Sposalizio del Mare، سپوزاليتزيو دال ماري) كان عرفا يرمز إلى هيمنة البندقية البحرية. هذه العادة أنشئت عام 1000 تخليدا لذكرى فتح الدوق بيترو الثاني أوسيولو لمنطقة دالماسيا. هي مسيرة أسطول بندقي في بحر البنادقة انطلاقا من ميناء ليدو البندقية، ويترأس الأسطول بُوصَنطُور الدوق.
|  |  |